# Brendan Capell
Brendan Capell (26 de septiembre de 1984) es un deportista australiano que compitió en natación, en la modalidad de aguas abiertas. Ganó dos medallas en el Campeonato Mundial de Natación, oro en 2004 y plata en 2005, en la prueba de 25 km.

## Palmarés internacional
| Campeonato Mundial | Campeonato Mundial | Campeonato Mundial | Campeonato Mundial |
| Año                | Lugar              | Medalla            | Prueba             |
| ------------------ | ------------------ | ------------------ | ------------------ |
| 2004               | Dubái (EAU)        | Medalla de oro     | 25 km              |
| 2005               | Montreal (Canadá)  | Medalla de plata   | 25 km              |